# マイク・テオ
マイク・テオ（Mike Te'o、1993年7月23日 - ）は、メジャーリーグラグビー、サンディエゴ・リージョンに所属するラグビー選手。

## プロフィール
- アメリカ合衆国・カルフォルニア州ロングビーチ出身[1]。
- ポジションはウィング(WTB)、フルバック(FB)。
- 身長 173cm、体重 93kg
- U20アメリカ代表に選ばれたことがある[2]。
- アメリカ代表キャップは30（2023年2月現在）でラグビーワールドカップ2019のアメリカ代表に選ばれた[3]。
- 7人制アメリカ代表に選ばれたことがある。

## 略歴
サンディエゴ・ブレイカーズ、サンディエゴ・リージョン、ロンドン・スコティッシュFCを経て、2020年、ユタ・ウォリアーズに加入。 
2022年、サンディエゴ・リージョンに復帰。 